# سعة إنتاجية
سعة إنتاجية (بالإنجليزية: Productive capacity)‏ هي تعبير يُعرف السعه العظمي لاقتصاد دولة، ولكن لا يوجد توافق دولي على تعريفة بالتمام. وتقترح الأمم المتحدة التعريف:«المصادر الإنتاجية، والإمكانيات الاقتصادية والترابط الإنتاجي هي جميعها تحدد إمكانيات بلد لإنتاج منتجات وتقديم خدمات». كما يستخدم تعبير الطاقة الإنتاجية تعريف عن القدرة على توليد عائد، وينطبق ذلك على مصنع، أو بلد، أو حق اختراع، أو قدرة العامل الإنتاجية.